# Мариестад
Мариестад (на шведски: Mariestad) е град в югозападната част на Швеция, лен Вестра Йоталанд. Главен административен център на едноименната община Мариестад. Разположен е на брега на езерото Венерн. Намира се на около 250 km на югозапад от столицата Стокхолм и на около 150 km на североизток от центъра на лена Гьотеборг. Основан е през 1583 г. Има жп гара и малко пристанище. Населението на града е 15 591 жители според данни от преброяването през 2010 г.

## Побратимени градове
- Пакруойис, Литва